# Богословский диалог между древневосточными православными церквями и Ассирийской церковью Востока
Богословский диалог между древневосточными православными церквями и Ассирийской церковью Востока — богословские собеседования на двустороннем и многостороннем уровне между нехалкидонскими «монофизитскими» Древневосточными православными церквями и диофизитской Ассирийской церковью Востока. Богословский диалог проводился в рамках деятельности австрийской католической экуменической организации Pro Oriente и Ближневосточного совета церквей.

## Предыстория

Христологический спектр противостояния антиохийской и александрийской богословских школ

После Третьего Вселенского собора произошёл разрыв церковного общения между западными сирийцами («монофизитами») и восточными сирийцами («несторианами»). Данное разделение было вызвано христологическими спорами богословов различных традиций о количестве природ во Христе. Различия александрийского и антиохийского богословия привели к историческому противостоянию между Яковитской церковью и Церковью Востока в VI—начале VII века. В «монофизитских» церквях была принята христология, основанная на учении Кирилла Александрийского и Севира Антиохийского, которая признавала формулу «одна воплощённая природа Бога Слова» (др.-греч. «μία φύσις τοῦ Θεοῦ Λόγου σεσαρκωμένη») и находилась на наиболее отдалённой позиции христологического спектра по отношению к антиохийской христологии Церкви Востока. Известно, что крупнейший богослов Церкви Востока Нарсай Нисибийский составил ряд догматических произведений направленных как против крайнего монофизитства Евтихия, так и против более умеренной христологии Кирилла Александрийского.
В период арабского владычества напряжение между Церковью Востока и сирийскими миафизитами ослабло, так в 1142 году между католикосом-патриархом Мар Абдишо III и главой миафизитов в Месопотамии мафрианом Дионисием было заключено соглашение. В 1262 году епископ Эрбиля Денха (будущий католикос-патриарх (1265—1281)) позволил яковитам построить храм в городе, несмотря на запрет патриарха Маккихи II (1257—1265), а в 1277 году встречался в Багдаде с мафрианом Григорием и вёл переписку с ним. Средневековые источники упоминают: «с этого времени главы обеих Церквей при каждом случае оказывали друг другу знаки уважения». Тем не менее серьёзные богословские различия между Древними восточными церквями и Ассирийской церковью Востока стали серьёзным препятствием для преодоления раскола времён христологических споров.
Особые отношения между миафизитами и Церковью Востока сложились в Индии. В XVII веке часть малабарских христиан, отказавшихся от унии с Римской церковью, обратились к Антиохийскому патриарху Яковитской церкви с просьбой вступить с ней в общение. В 1665 году яковитский епископ Иерусалима Мар Григорий Абд аль-Джалиль рукоположил члена клана Пакаломаттом Мар Фому в митрополита Маланкарского и провёл изменения в церковной жизни: упразднил Филиокве, утвердил почитание первых трёх Вселенских соборов и утвердив христологическую формулу о единой богочеловеческой природе Христа. Таким образом часть бывших христиан Церкви Востока вступила в общение с яковитами и образовала Маланкарскую церковь. С 1685 года в Индию яковитскими патриархами были направлены несколько делегаций, которые вели деятельность против последствий латинизации индийских христиан (введение целибата, почитанием статуй святых, совершением литургии на бесквасном хлебе, отменой ряда постов).

## История богословского диалога

### Диалог в рамках Ближневосточного совета церквей
Богословский диалог между Ассирийской церковью Востока и древневосточными православными церквями проходил с 1991 года по 1994 год под эгидой Ближневосточного совета церквей. Первая сессия данного диалога между делегациями Ближневосточного совета церквей и Ассирийской церкви Востока прошла 5—6 сентября 1991 года, на которой обсуждались христология, мариология и учение Нестория. Следующая встреча состоялась в Лимассоле (Кипр) в сентябре 1992 года. Ассирийская делегация представила два документа на основе сборника «Восточный синодик» древних канонов Церкви Востока и на основе богослужебных текстов. В марте и сентябре 1993 года прошли встречи на которых стороны продолжили обсуждение представленных ассирийцами документов. На этих встречах был достигнут определённый прогресс в понимании противоположной богословской терминологии и традиций. При этом представители Коптской православной церкви, участвовавшие в диалоге подняли ряд проблемных вопросов: почитание ассирийцами осуждённого Третьем Вселенским собором Нестория, анафемы против Кирилла Александрийского и Севира Антиохийского и другие. Дальнейший диалог был продолжен в 1995 году в Египте между делегациями Ассирийской церкви Востока и Коптской церкви.

### Диалог в рамках Pro Oriente
Неофициальные богословские собеседования (1994—2004) между представителями древневосточных православных церквей и Ассирийской церкви Востока были начаты в рамках диалога церквей сирийской традиции, организованным экуменическим фондом Pro Oriente. В данном диалоге участвовали представители церквей «несторианской» традиции: Ассирийской церкви Востока, Древней Ассирийской церкви Востока, представители нехалкидонитов: Сирийской православной и Маланкарской церквей и католики восточных обрядов: представители Халдейской, Сирийской, Маронитской, Сиро-малабарской и Сиро-маланкарской церквей. Первые дискуссии между ассирийскими богословами и богословами Сиро-яковитской церкви прошли в 1994 и в 1996 годах в Вене. Данные собеседования сыграли важную роль в диалоге между Ассирийской церковью Востока и Древними восточными церквями. Так, например впервые в истории доэфесские, нехалкидонские и халкидонские церкви сирийской традиции достигли общего понимания христологической проблематики на основе «Венской христологической формулы» (англ. Vienna Christological Formula). Также на встрече в июле 1997 года в Чикаго участники дискуссии призвали свои церкви (восточнокатолические и миафизитские древневосточные православные) отменить осуждение личности и трудов Феодора Мопсуестийского, почитаемого в Ассирийской церкви Востока.

### Сиро-яковитская церковь и Ассирийская церковь Востока
В 1997 году на встрече католикос-патриарх Востока Мар Дынха IV и патриарх Сиро-яковитской церкви Игнатий Закка I Ивас приняли решение создать двустороннюю комиссию для изучения путей сближения двух церквей. На данной встрече Дынха IV объявил, что Священный синод Ассирийской церкви Востока на своём заседании в Чикаго (с 23 июня 1997 по 1 июля 1997 года) принял решение удалить из богослужебных книг анафемы против Кирилла Александрийского и Севира Антиохийского. 2 марта 1998 года предстоятели церквей встретились на территории Ливана, что способствовало дальнейшему диалогу между двумя церквями. Однако на встрече представителей древневосточных православных церквей, созванной в марте 1998 года коптским патриархом Шенудой III, было принято решение прекратить все двусторонние богословские диалоги и отныне проводить диалоги с другими конфессиями только на уровне всех поместных древневосточных православных церквей.

### Коптская церковь и Ассирийская церковь Востока
Начиная с 1984 года Коптская православная церковь блокировала попытки Ассирийской церкви Востока вступить в Ближневосточный совет церквей, полагая не решёнными христологические споры V века. В январе 1995 года коптский патриарх Шенуда III пригласил в Египет делегацию Ассирийской церкви Востока для проведения богословских дискуссий. Встреча делегаций двух церквей прошла в монастыре Святого Паисия в присутствии представителей Сиро-яковитской церкви и Ближневосточного совета церквей. Стороны выработали общую христологическую декларацию, которая по мнению коптской стороны должна была не противоречить учению Кирилла Александрийского и его двенадцати анафематизмам. Также коптская делегация потребовала исключения Диодора Тарсийского, Феодора Мопсуестийского и Нестория из месяцеслова Ассирийской церкви Востока, отмен анафемы коптским святым. Документ был принят ассирийской делегацией, но отклонён коптами на заседании Синода Коптской церкви 1 июня 1996 года. В 1996 году богословский диалог прекратился. Позицию Коптской церкви по данному вопросу высказал митрополит Бишой, который отметил, что Ассирийская церковь Востока назвала осуждение Нестория Эфесским собор неканоничным и призвала отменить анафемы против Диодора Тарсийского, Феодора Мопсуестийского и Нестория. 10 октября 1998 года патриарх Шенуда III председательствовал на заседании Исполнительного комитета Ближневосточного совета церквей в Ливане, которое приняло решение об отказе Ассирийской церкви Востока во вступлении в данную организацию. По мнению митрополита Бишоя это решение было обусловлено «нападками» ассирийцев на Эфесский собор и святого Кирилла Александрийского.
На встрече глав древневосточных православных церквей в монастыре Святого Ефрема (Маарат Саидная, Сирия) в феврале 1999 года патриархи Шенуда III, Игнатий Закка I Ивас и киликийский католикос Армянской церкви Арам I вновь заявили о неприятии учения всех еретиков, включая Нестория и его последователей и подтвердили анафемы, произнесённые против них. В 2000 году митрополит Коптской православной церкви Бишой на конференции «Orientale Lumen» высказался по поводу трудностей в диалоге с представителями Ассирийской церкви Востока:

«Для Коптской православной церкви святой Кирилл Александрийский был и останется героем веры и истинным защитником православия, и мы не можем согласиться с церковью, которая почитает Нестория как стойкого защитника антиохийской ортодоксии и „жертву гордости и высокомерия Кирилла Александрийского“. Это большая помеха в нашем диалоге с Ассирийской церковью Востока, что также влияет на наши отношения с Римской церковью и угрожает христологическому соглашению, подписанному между Римом и Александрией в феврале 1988 года. По этой причине мы приложим все усилия, чтобы устранить любые трудности, которые могут повлиять на богословский диалог между Римско-католической церковью и Коптской православной церковью».